# Henry Webber
Henry Webber (1754–1826) fue un escultor y modelador inglés.

## Biografía

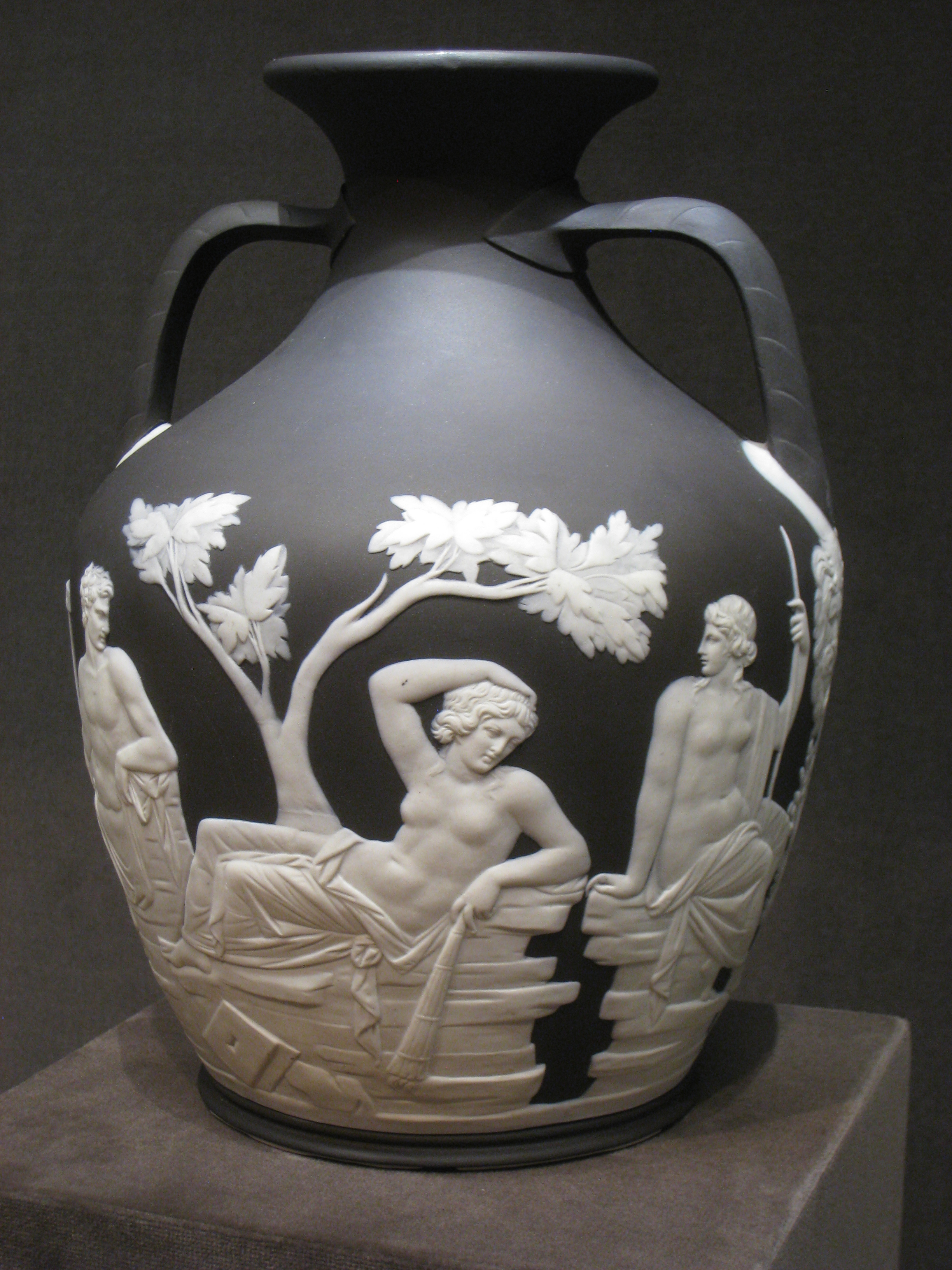
Duplicado de la Vasija de Portland por Josiah Wedgwood and Sons Ltd (realizado hacia el 1790), expuesto en el Museo de Arte de Cleveland, Ohio, EE. UU.

El hijo de un escultor suizo que emigró a Inglaterra, recibió en 1776 la Medalla de Oro de la Royal Academy. En 1778, la Comisión de Calzadas de Oxford (Oxford Paving Commission) encargó a Webber la realización de las esculturas y esfinges, para la balaustrada del puente del Magdalen, obra del arquitecto John Gwynn. Desafortunadamente, en 1782 la Comisión decidió finalmente abandonar el proyecto de decoración del puente, compensando económicamente a Webber y permitiéndole conservar cualquiera de las esculturas que hubiese ya terminado.
Ese mismo año, después de ser recomendado por sir William Chambers y sir Joshua Reynolds, Webber comenzó a trabajar para Josiah Wedgwood en la fábrica de cerámicas Etruria, donde adquiriría el título de escultor jefe en 1785, posición que mantendría hasta 1806.
Webber es a su vez el autor del monumento a David Garrick en el Rincón de los Poetas (Poets' Corner) de la Abadía de Westminster. Por encargo de Wengwood modeló muchas de las figuras de los duplicados de la Vasija de Portland (elaboradas entre 1786 y 1790), y realizó los diseños de diversos medallones, entre los que cabe destacar el Medallón de la cala de Sídney (Sydney Cove Medallion).